# Потешкино (Мелеузовский район)
Потешкино — упразднённая деревня Корнеевского сельсовета Мелеузовского района.

## География
Находилась на правом берегу реки Ашкадар.
По данным на 1969 год расстояние до:
- районного центра (Мелеуз): 53 км,
- центра сельсовета (Даниловка): 1 км,
- ближайшей ж/д станции (Салават): 31 км.

## История
По данным на 1926 год деревня Потешкино входила в Зиргановскую волость Стерлитамакского кантона, находилась в 25 верстах от центра волости — села Зиргана.
По данным на 1969 год входила в Даниловский сельсовет (центр — д. Даниловка).
В 1979 году вошла в состав деревни Даниловка с присвоением названия «улица Речная». Указ Президиума ВС Башкирской АССР от 29.09.1979 N 6-2/312 «Об исключении некоторых населенных пунктов из учётных данных по административно-территориальному делению Башкирской АССР» гласил:

Президиум Верховного Совета Башкирской АССР постановляет: 

В связи с перечислением жителей и фактическим прекращением существования исключить из учётных данных по административно-территориальному делению Башкирской АССР следующие населенные пункты
по Мелеузовскому району (Корнеевский сельсовет):

деревни Бобринка, Карайсы, Краснояр, Потешкино

## Население
По переписи 1920 года проживали преимущественно русские, всего 146 человек (66 мужчин, 80 женщин).
По данным на 1969 год проживало 60 человек, преимущественно русские.

## Инфраструктура
Личное приусадебное хозяйство. В 1920 — 28 дворов, в 1925 г. — 25.